# Сурьяди, Виби
Виби Сурьяди (нидерл. Wibi Soerjadi; род. 2 марта 1970, Лейден) — нидерландский пианист и композитор индонезийского происхождения.
Начал выступать с 11-летнего возраста, в 1985 г. занял первое место на национальном конкурсе молодых исполнителей (ныне Конкурс Принцессы Кристины), в 1989 г. получил третью премию на Международном конкурсе пианистов имени Франца Листа в Утрехте. Окончил амстердамскую Консерваторию Свелинка, ученик Яна Вейна.
Среди наиболее значимых выступлений Сурьяди — концерт перед нидерландской королевской четой в День королевы (30 апреля 1992), дебют в Карнеги-холле (22 сентября 1996), концерт в парижском Диснейленде в честь 50-летия Диснейленда калифорнийского (24 сентября 2005); в ходе последнего из этих концертов Сурьяди исполнил премьеру собственной «Большой концертной фантазии на темы из „Красавицы и чудовища“» — вариаций на тему музыки Алана Менкена к знаменитому диснеевскому анимационному фильму.
Сурьяди записал ряд произведений Ференца Листа, фортепианные концерты Сергея Рахманинова, несколько сборников популярных классических мелодий. В 2005 г. Сурьяди записал вместе с нидерландской рок-группой Di-rect песню «Blind For You», поднявшуюся на 13-е место в национальном хит-параде.